# Odontorrhina krigei
Odontorrhina krigei är en skalbaggsart som beskrevs av Schein 1950. Odontorrhina krigei ingår i släktet Odontorrhina och familjen Cetoniidae. Inga underarter finns listade i Catalogue of Life.